# Institute for Historical Review
Pour les articles homonymes, voir IHR.
L'Institute for Historical Review (IHR) est une association américaine située à Fountain Valley (Californie) qui se déclare révisionniste et qui est en réalité l'une des principales officines de la négation de la Shoah. Elle a été fondée par David McCalden (en), un ancien membre du National Front et Willis Carto, fondateur du Liberty Lobby (en).
Noontide Press, maison d'édition affiliée à l'IHR, publie des « classiques » antisémites, nationaux-socialistes et néonazis tels que Les Protocoles des Sages de Sion, Mein Kampf et Le Mythe du vingtième siècle en traduction anglaise ainsi que des titres plus récents avec un contenu comparable.
L'IHR a reçu en son sein plusieurs auteurs négationnistes tels que David Irving, Robert Faurisson, Ernst Zündel, Arthur Butz, Doug Collins et Ahmed Rami. Il a été dénoncé par l'Anti-Defamation League, groupe voué à la lutte contre l'antisémitisme.